# 库达根杰
库达根杰（Khudaganj）是印度北方邦Shahjahanpur县的一个城镇。总人口11844（2001年）。

## 人口
该地2001年总人口11844人，其中男性6327人，女性5517人；0—6岁人口2157人，其中男1112人，女1045人；识字率47.21%，其中男性为54.97%，女性为38.30%。